# Koanophyllon pachyneurum
Koanophyllon pachyneurum là một loài thực vật có hoa trong họ Cúc. Loài này được (Urb.) R.M.King & H.Rob. mô tả khoa học đầu tiên năm 1975.